# 森嶋秀太
森嶋 秀太（もりしま しゅうた、1983年8月13日 - ）は、日本の男性声優、歌手。Argonavisのメンバー。新潟県出身。響所属。

## 経歴
新潟国際情報大学を卒業後、上京し会社員（プログラマー）として働く。社会人3年目に、「退職するとき、もしくは死ぬときに、好きなことを仕事にしていないと後悔する」と一念発起し、声優の養成所へ通う。
RAMS Professional Educationの第5期生として入所し、2012年1月までラムズに所属。その後、現在の所属事務所である響へ移籍する。
2013年4月から放送の特撮ドラマ『ファイヤーレオン』の主題歌にて、歌手デビューを果たす。
2018年5月から、『アルゴナビスプロジェクト』内で結成されたバンド『Argonavis』にキーボード担当として参加。

## 人物
一人っ子。特技はボイスパーカッションと縄跳び。
猫（くるみ、♀）を飼っており、本人のSNSや事務所のYouTubeチャンネルの動画などに度々登場する。
『アルゴナビス』シリーズへの参加で声優デビューとなった伊藤昌弘・日向大輔やGYROAXIAの橋本真一・宮内告典、『白蛇:縁起』で吹き替えに初挑戦したSnow Manの佐久間大介らに、声優としての技術に関する指導を行った。

### 趣味
歌が好きで、教わりたい先生を追いかけて上京しゴスペルを習う。
社会人から声優を志したきっかけの作品に『テニスの王子様』があり、アニメを5日間徹夜して全話見たことがある。他に『ママレード・ボーイ』が好きで、ラジオのコーナー名にしている。
DIYが趣味で、自宅に防音室をはじめとした自分で制作・カスタムした家具類を置いている。休日はゲームをしている。その他の趣味につけめん、美容を挙げる。

### ヴァンガード関連
アニメ『カードファイト!! ヴァンガード』全シリーズに出演しており、主人公らを見守る良き大人（新田シン）役の初期シリーズと、影で暗躍する怪しい青年（伊勢木マサノリ）役のDシリーズで対照的な役を演じている。また、新田シン役では舞台版にも出演した他、実写版にも別の役で出演。
元々プレイヤーでもあったため、アフレコ中も他のキャストらに作中のファイトの解説などをしていた。その知識を活かし、イベント等にも多数出演。

### Argonavis関連
Argonavisではキーボードを担当。それ以前のピアノ経験はとくになく、お披露目（0-1st LIVE）までの準備期間は4ヶ月ほどだった。ボーカルの一部やコーラスを担当することもある。
ライブで使用している機材の他に、自宅に様々なピアノを集めている。

## 出演
太字はメインキャラクター。

### テレビアニメ
2010年
- 食パンミミー（ナレーター）

2011年
- カードファイト!! ヴァンガード（2011年 - 2020年、新田シン / 新田新右衛門、ヘルアーティデストロイヤー、ラザロス、サンダーストームドラグーン、炎獄封竜ブロケード・インフェルノ 他） - 13シリーズ

2012年
- 神様はじめました（2012年 - 2015年、磯辺、佐藤、田崎マネージャー、磯辺、菊一、文ヶ枝三神 他） - 2シリーズ
- GON -ゴン-（角シカ1）
- しばいぬ子さん（保坂先輩、先生）
- シャイニング・ハーツ 〜幸せのパン〜（兵士A）
- 探偵オペラ ミルキィホームズ Alternative ONE & TWO（小林オペラ） - 前後編

2013年
- アウトブレイク・カンパニー
- 惡の華
- 石田とあさくら（石田）
- スパロウズホテル（酒井、男A、男B、客D、客E）
- DD北斗の拳（2013年 - 2015年、バット、ナレーション、ジード） - 2シリーズ
- DEVIL SURVIVOR2 the ANIMATION（ティコ〈男〉、ケルベロス、カーマ）
- 熱風海陸ブシロード（ツキヨミ）
- 探偵オペラ ミルキィホームズ シリーズ（2013年 - 2018年、小林オペラ） - 2シリーズ + 特別編
- みにヴぁん（2013年 - 2016年、新田シン） - 2シリーズ
- 私がモテないのはどう考えてもお前らが悪い!（智貴の友人、ヤンデレ男子、小坂の友達、スカウトマン、ドラマCD音声、男子生徒）

2014年
- 棺姫のチャイカ（マテウス・キャラウェイ、盗賊A） - 2シリーズ
- フューチャーカード バディファイト（2014年 - 2018年、大盛爆、クラフトマン 爆、不滅剣 デュランダル、カードサーペント、魔界デスメタル ヴァレファール、貫目黒鬼、影雄 シュヴァルツ、五剣天下、マハトマ・シーノヴィ、カオスデルタ 他） - 5シリーズ
- 毎度!浦安鉄筋家族（花丸木、ナレーション）
- まじもじるるも（床田広、軽井）
- 召しませロードス島戦記 〜それっておいしいの?〜（バン）

2016年
- あおおに〜じ・あにめぇしょん〜（2016年 - 2017年、たけし）
- とんかつDJアゲ太郎（イー・ドンミョン）
- 信長の忍び（2016年 - 2018年、前田利家、太田牛一、稲葉一鉄、磯野員昌、三好政康、下間頼竜） - 3シリーズ
- バッテリー（展西詠司）

2017年
- アイドル事変（コメンテーター）
- CHAOS;CHILD（人々F、若者男子C）
- ラブ米 -WE LOVE RICE-（クロワ、カニパン）
- 王様ゲーム The Animation（八尋翔太）
- おじゃる丸（虫）

2018年
- 東京喰種トーキョーグール:re（ホオグロ） - 2シリーズ
- フューチャーカード 神バディファイト（2018年 - 2019年、陸王マサト）
- ゴブリンスレイヤー（ゴブリン）

2019年
- トライナイツ（翔谷・ピアーズ・ヴァレンタイン）
- 超人高校生たちは異世界でも余裕で生き抜くようです!（クラウス）
- ACTORS -Songs Connection-（宇和島麒平）
- 耐え子の日常（2019年 - 2020年、ヘビ、医者、コンビニ店員、医者、オウム 他） - 2シリーズ

2020年
- ID:INVADED イド:インヴェイデッド（藤田義人）
- アルゴナビス from BanG Dream!（桔梗凛生）
- 継つぐもも（広橋広樹〈33〉）
- 魔女の旅々（イケメ）

2021年
- カードファイト!! ヴァンガード overDress（2021年 - 2025年、伊勢木マサノリ） - 8シリーズ
- SSSS.DYNAZENON（車内アナウンス） - 2023年に劇場総集編公開
- バトルアスリーテス大運動会 ReSTART!（ヨハン・ラインハルト・ロバーツ）
- ぼくたちのリメイク
- 進化の実〜知らないうちに勝ち組人生〜（東郷蓮人）
- ブルーピリオド（客）

2022年
- 異世界美少女受肉おじさんと（チャック、信徒、閣僚、反乱軍）
- 黒の召喚士（ホープ、アレックス）
- 農民関連のスキルばっか上げてたら何故か強くなった。（ルーク）
- BLEACH 千年血戦篇（死神）

2023年
- 最強陰陽師の異世界転生記（騎士）
- ユーチューニャー（ともネコの飼い主、獣医さん）
- Helck（ゼルジオン）
- ビックリメン（牛若）
- 冒険者になりたいと都に出て行った娘がSランクになってた（執事）

2024年
- Re:Monster（族長候補）
- ワンルーム、日当たり普通、天使つき。（男子生徒B）
- 鬼滅の刃 柱稽古編
- 多数欠（篠崎宗太郎）
- 転生貴族、鑑定スキルで成り上がる（トロイ）

2025年
- ゴリラの神から加護された令嬢は王立騎士団で可愛がられる（騎士団員）
- New PANTY & STOCKING with GARTERBELT（ゴースト）

### 劇場アニメ
- 劇場版 カードファイト!! ヴァンガード ネオンメサイア（2014年、新田シン、ブラスター・ブレード）
- 青鬼 THE ANIMATION（2017年、小中翔[56]）
- #セカイが滅びる前にキミに会いたい（2021年、ルイ[57]）
- 劇場版アルゴナビス 流星のオブリガート（2021年、桔梗凛生[58]）
- 劇場版アルゴナビス AXIA（2023年、桔梗凛生[59]）
- 劇場版Re:STARS 未来へ繋ぐ2つのきらぼし（2023年、リオ社長[60]）

### OVA
- 棺姫のチャイカ AVENGING BATTLE（2015年、マテウス・キャラウェイ）

### Webアニメ
- 監獄実験 -プリズンラボ-（2018年、原川[61]）
- みにヴぁん ら〜じ（2021年 - 2022年、新田新右衛門 / 新田シン） - 2シリーズ

### ゲーム
2010年
- 探偵オペラ ミルキィホームズ（小林オペラ）

2011年
- ヴァイスシュヴァルツ ポータブル（小林オペラ、岸麻雄、ヘルトゼーレン）

2012年
- 探偵オペラ ミルキィホームズ2（小林オペラ）
- ディスガイア D2

2013年
- 裏語 薄桜鬼（霧島聡介）
- カードファイト!! ヴァンガード ライド トゥ ビクトリー!!（本郷サトル、新田シン）
- 魔女と百騎兵（ハインツ、ジャック）

2014年
- 裏語 薄桜鬼〜暁の調べ〜（霧島聡介）
- カードファイト!! ヴァンガード ロック オン ビクトリー!!（本郷サトル、新田シン）

2015年
- ヴァリアントナイツ（クライド＝トルーパー）
- デビルサバイバー2 ブレイクレコード（ティコ〈男〉）
- フューチャーカード バディファイト 友情の爆熱ファイト!（大盛爆）
- ラングリッサー リインカーネーション -転生-（アレス＝ロヴィナー）

2016年
- Caligula -カリギュラ-（山崎悠人）
- カードファイト!! ヴァンガードG ストライド トゥ ビクトリー!!（新田シン）
- クイズRPG 魔法使いと黒猫のウィズ（2016年 - 2025年、アフリト、アイアンメア、オルタメア、ダリク）
- ぐるモン
- 三国志ものがたり（周倉）
- 消滅都市2（コールバーン）
- 誰ガ為のアルケミスト（ヴィンセント）
- トリックスター〜召喚士になりたい〜（ドラゴン）
- ファンタジーウォータクティクス（人造天使アズラエル、怪盗ペルソナ）
- ルフランの地下迷宮と魔女ノ旅団（クラウス）

2017年
- アニドルカラーズ（冬弥要）
- イケメンヴァンパイア◆偉人たちと恋の誘惑（セバスチャン）
- グラナド・エスパダ（ケイ）
- 戦国幻武〜本格軍勢バトル〜
- フューチャーカード バディファイト 目指せ!バディチャンピオン!（大盛爆、五剣天下）
- UNDER NIGHT IN-BIRTH（2017年 - 2020年、ロジャー） - 2作品
- League of Angels II - リーグオブエンジェルズ2（カイン、スコール、ガイ）
- レゴニンジャゴー ムービー ザ・ゲーム（カイ）
- CARAVAN STORIES（アルフレッド）

2018年
- A3!（オーガスト、都の住人、雪白創〈東の兄〉）
- フューチャーカード バディファイト 誕生!オレたちの最強バディ!（大盛爆）
- したてたて!
- トリプルモンスターズ（フィン）
- ポポロクロイス物語 ナルシアの涙と妖精の笛（タモタモ、カルロ）
- Caligula Overdose -カリギュラ オーバードーズ-（山崎悠人）
- バディスマ!!〜スマホでスタート!バディファイト!〜（陸王マサト）
- ミトラスフィア -MITRASPHERE-　(アルフォンス・ファランドステイト ）)　

2019年
- ラングリッサーI&II（ランス）
- D.C.4 〜ダ・カーポ4〜（叶方）
- イースIX -Monstrum NOX-（マリウス）
- ブラウンダスト（アンドリュー）

2020年
- エルダーアーク（ヴェルザール・アーサーデニス）

2021年
- 探偵撲滅（武装探偵）
- 月姫 -A piece of blue glass moon-（カリウス）
- アルゴナビス from BanG Dream! AAside（桔梗凛生）
- D.C.4 Fortunate Departures ～ダ・カーポ4～ フォーチュネイトデパーチャーズ（叶方）
- 英雄伝説 黎の軌跡（クロガネ）

2022年
- 麻雀一番街（天宮健一、雀丸）
- eBASEBALLパワフルプロ野球2022（四条賢二）
- メギド72（2022年 - 2023年、シェンウー）

2023年
- ヘブンバーンズレッド（新之介、運び屋、スクラップ屋）
- 逆転オセロニア（ウィアートル）
- GINKA（七守草二）

2024年
- アルゴナビス -キミが見たステージへ-（桔梗凛生）
- ゴブリンスレイヤー -ANOTHER ADVENTURER- NIGHTMARE FEAST（ギルド職員）
- 百英雄伝 (コードL）
- 英雄伝説 界の軌跡 -Farewell, O Zemuria-（クロガネ）

2025年
- PROGRESS ORDERS（ジャスト）
- VIRTUAL GIRL @ WORLD'S END（ジャンク屋、レジスタンス幹部）

### ドラマCD
- オーディオドラマCD 永遠のアセリア外伝 リアの物語（アルバイン・ワイズ）
- 好物はこっそりかくして腹のなか（2018年、ルークの友人[102]）
- アイショタ（2019年、リアム） - 同人作品
- おにいちゃんねる CDコレクション  Vol.1 〜お兄ちゃんと過ごすドキドキ♡バレンタイン〜（晴[103]）
- 片恋。vol.3 10歳差の彼に片恋。（琴尾美和[104]）
- 神狩デモンズトリガー ドラマCD（瑞希春都）
- シュヴァリエ 〜月の姫と竜の騎士〜（男性客）
- Barico 子猫狂詩曲 -kitten rhapsody-（りんご売り）
- Barico 銀色行進曲 -silver march-（りんご売り）
- ぽちゃぽちゃ水泳部（男子生徒A[105]）
- らいか・デイズ（小西六広）
- チョコレート・ヴァンパイア第8巻特装版ドラマCD（篝月雷火）

### 吹き替え

#### 映画
- デモンクエスト（2011年、トーマス）※テレビ映画
- ドリフト 神がサーフする場所（2013年）

#### アニメ
- レゴ ニンジャゴー 〜スピン術バトルの使い手〜（カイ[106][107]）
- レゴニンジャゴー ザ・ムービー（2017年、カイ）
- レゴ モンキーキッド（2021年、マカク）
- ミューン 月の守護者の伝説（フランス語版）（2022年、ネクロス）
- フェ〜レンザイ -神さまの日常-（2023年、カイエン）
- ヨウゼン（2025年、役人[108]）

### デジタルコミック
- 三上さんは世界一可愛い！（2016年）[109]
- 先生だって、かまってほしい。番外編（2019年、気だるげな先生〈熊谷陽〉）[110]
- 顔で選んだダンナはモラハラの塊でした（2021年、マロ[111]）
- 青春カフェテリア（2021年、悠希、綾川[112]）
- 神様にスカウトされて異世界にやって来ました。―家電魔法で快適ライフ―（2021年、マーチ君、神様[113]）

### ラジオ
※はインターネット配信。
- ヴァイスシュヴァルツ ひみつのタミテラッシュ村（2010年 - 2013年、HiBiKi Radio Station※）
- カードファイト!! ヴァンガード ラジオ（2011年 - 2012年、HiBiKi Radio Station※）
- カードファイト!!ヴァンガードRADIO!! LIMIT BREAK!!（2012年 - 2013年、HiBiKi Radio Station※）
- TVアニメ「デビルサバイバー2」 ラジオ ニカイア（2013年、HiBiKi Radio Station※・音泉※）[114]
- Weiß Schwarzラジオ（2013年 - 2014年、HiBiKi Radio Station※）[115]
- フューチャーラジオ バディファイト（2014年[116] - 2016年、ラジオ大阪・HiBiKi Radio Station※）
- フューチャーラジオ バディファイトSSS（2016年 - 2018年、ラジオ大阪・HiBiKi Radio Station※）
- しろくろジョーカー 電波瓦版（2015年 - 2016年、HiBiKi Radio Station※）[117]

### ラジオCD
- ラジオCD 立ち上がれ!僕らのヴァンガード Vol.2・6
- ラジオCD フューチャーラジオ バディファイト Vol.1[118]・Vol.2
- ラジオCD フューチャーラジオバディファイトSSS ここからはラジオCDの時間だ編

### ナレーション
テレビ
- 超!アニメ天国
- 映画『瞬 またたき』公開直前特番
- アニぱら音楽館
- ミルキィホームズ課外授業

CM
- 宮崎羽衣1st LIVE TOUR “UI1”
- カードファイト!!ヴァンガード
- カードファイト!!ヴァンガード アジアサーキット編
- 機動戦士ガンダム00
- SKET DANCE
- ヴァンガードTV2
- ヴァイスシュヴァルツ「ギルティクラウン」「魔法少女まどか☆マギカ」
- ブシロードアニメCM「学校編」「新妻編」「海辺編」（めー君〈芽衣〉）
- ブシモ バウンドモンスターズ

### テレビ番組
※はインターネット配信。
- ヴァンガードTV（2011年1月9日 - 9月25日、BSジャパン）MC
- ヴァンガードTV2（2012年4月7日 - 2013年3月30日、BSジャパン）MC
- ヴァンガ道（2013年4月6日 - 12月28日、テレビ東京）
- ヴァンガードTV TRY（2014年1月6日 - 10月18日、テレビ東京）MC[121]
- おはスタ（2014年1月10日 - 3月28日、テレビ東京）バディファイトの宣伝で毎週金曜日に出演
- エブリ!バディ部（2015年4月4日 - 9月26日・2016年4月2日 - 9月24日、BSジャパン）MC
- コミックBAR Renta!（2017年1月4日 - 2022年6月29日、TOKYO MX）マスター役

### 舞台
- 視えない単子の魔法数〜The influence of the monad on inference.〜（2011年1月26日 - 1月30日、シアター・バビロンの流れのほとり）
- まごころ18番勝負第13回公演「形而上学的日常に於ける現象と談笑 Fragments and Phenomena of Metaphysical Everyday Life. 」（2011年9月16日 - 9月19日、東池袋アートスペース・サンライズホール）
- まごころ18番勝負第14回公演「…in the attic」
- ことだま屋本舗☆リーディング部 ブクロ支店5（2014年10月8日、池袋BlackHole）
- 舞台「カードファイト!! ヴァンガード」〜バーチャル・ステージ〜（2016年1月5日 - 1月11日、AiiA 2.5 Theater Tokyo）新田シン 役[122]
- カードファイト!! ヴァンガード〜バーチャル・ステージ〜 リンクジョーカー編（2017年春）  - 新田シン 役[123]
- Produce team Office54 朗読劇「学園デスパネル」（2017年8月12日、座・高円寺２）
- 舞台「ARGONAVIS the Live Stage」（2021年6月24日 - 27日、桔梗凛生）
- 舞台「ARGONAVIS the Live Stage2 ～目醒めの王者と恒星のプログレス～」（2023年2月18日 - 20日、東京建物 Brillia HALL・24日 - 26日、AiiA 2.5 Theater Kobe）- 桔梗凛生 役

### パチンコ・スロット機
- パチスロ 探偵歌劇 ミルキィホームズ TD 消えた7と奇跡の歌（小林オペラ[124]）

### その他コンテンツ
- 神神化身（2021年 - 、 栄柴巡[125]）
- あにそんボーカル「夢であるように」（LIVE DAM Ai）[126]

## ディスコグラフィ

### シングル
|     | 発売日        | タイトル             | 規格品番  | タイアップ                             |
| --- | ------------- | -------------------- | --------- | -------------------------------------- |
| 1st | 2013年4月24日 | ファイヤーレオンの歌 | HKMM-0001 | テレビドラマ『ファイヤーレオン』主題歌 |

### キャラクターソング
| 発売日   | 商品名                                                                        | 歌 | 楽曲                                 | 備考                                                                  |
| 2015年   | 2015年                                                                        | 2015年                                                                                                | 2015年                               | 2015年                                                                |
| -------- | ----------------------------------------------------------------------------- | --- | ------------------------------------ | --------------------------------------------------------------------- |
| 1月7日   | バディバディBAAAAAN!!                                                         | 未門牙王（水野麻里絵）&もりしー（大盛爆役 森嶋秀太）                                                  | 「バディバディBAAAAAN!!」            | テレビアニメ『フューチャーカード バディファイト』オープニングテーマ   |
| 2016年   |                                                                               | |                                      |                                                                       |
| 4月20日  | 総天然色                                                                      | 小林オペラ（森嶋秀太）                                                                                | 「ANSWER」                           | 『探偵オペラ ミルキィホームズ』関連曲                                 |
| 2017年   |                                                                               | |                                      |                                                                       |
| 2月1日   | EXIT TUNES PRESENTS ACTORS6                                                   | 宇和島麒平（森嶋秀太）                                                                                | 「MISTAKE」                          | キャラクターCD『ACTORS』関連曲                                        |
| 2月1日   | EXIT TUNES PRESENTS ACTORS6                                                   | 二条佑斗（古川慎）、宇和島麒平（森嶋秀太）                                                            | 「カーニバル」                       | キャラクターCD『ACTORS』関連曲                                        |
| 4月19日  | 横濱行進曲                                                                    | 小林オペラ（森嶋秀太）                                                                                | 「The Operative」                    | 『探偵オペラ ミルキィホームズ』関連曲                                 |
| 4月26日  | Brave Soul Fight!                                                             | 奈々菜パル子（徳井青空）&もりしー（大盛爆役 森嶋秀太）                                                | 「Brave Soul Fight!」                | テレビアニメ『フューチャーカード バディファイトX』オープニングテーマ  |
| 9月20日  | アニドルカラーズ Clarity 1st Single                                           | Clarity                                                                                               | 「Trip × Trap」 「Delicious night!」 | ゲーム『アニドルカラーズ』関連曲                                      |
| 9月20日  | アニドルカラーズ 7Colors & Clarity 1st Single Solo CD（きゃにめ連動購入特典） | 冬弥要（森嶋秀太）                                                                                    | 「Trip x Trap」                      | ゲーム『アニドルカラーズ』関連曲                                      |
| 10月25日 | White Nostalgia                                                               | Claw Knights                                                                                          | 「White Nostalgia」 「Profound」     | ゲーム『CARAVAN STORIES』関連曲                                       |
| 12月20日 | ACTORS - Songs Collection2 -                                                  | 宇和島麒平（森嶋秀太）                                                                                | 「ピエロ」                           | キャラクターCD『ACTORS』関連曲                                        |
| 2018年   |                                                                               | |                                      |                                                                       |
| 3月28日  | into one                                                                      | グルーヴィライトブルー                                                                                | 「into one」 「ガラスのloveless」    | ゲーム『トリプルモンスターズ』関連曲                                  |
| 6月2日   | バディ☆ファニーDAYS                                                           | 未門友牙（真野拓実）、星詠スバル（小林大紀）、陸王マサト（森嶋秀太）                                  | 「バディ☆ファニーDAYS」              | テレビアニメ『フューチャーカード 神バディファイト』エンディングテーマ |
| 12月21日 | アニドルカラーズ Clarity 2nd Single                                           | Clarity                                                                                               | 「TEMPTATION’S KISS」                | ゲーム『アニドルカラーズ』関連曲                                      |
| 12月21日 | アニドルカラーズ Clarity 2nd Single                                           | 冬弥要（森嶋秀太）                                                                                    | 「TEMPTATION’S KISS」                | ゲーム『アニドルカラーズ』関連曲                                      |
| 2019年   |                                                                               | |                                      |                                                                       |
| 8月21日  | ACTORS -Extra Edition 8-［佐斗流・犾・麒平］                                  | 宇和島麒平（森嶋秀太）                                                                                | 「エイリアンエイリアン」             | キャラクターCD『ACTORS』関連曲                                        |
| 2020年   |                                                                               | |                                      |                                                                       |
| 5月20日  | ACTORS-Singing Contest Edition-sideB                                          | 宇和島麒平（森嶋秀太）                                                                                | 「ケッペキショウ」                   | キャラクターCD『ACTORS』関連曲                                        |
| 2021年   |                                                                               | |                                      |                                                                       |
| 1月6日   | ACTORS – Deluxe Dream Edition –                                               | 霧山一（梅原裕一郎）、宇和島麒平（森嶋秀太）                                                          | 「シニカルナイトプラン」             | キャラクターCD『ACTORS』関連曲                                        |
| 11月10日 | STATION IDOL LATCH! STATION IDOL LATCH! 03                                    | 和泉オーキッド亜恋 / 高輪GW駅（森嶋秀太）、英皐月 / 駒込駅（高塚智人）、高岩大智 / 巣鴨駅（井上雄貴） | 「花びら舞う夜に」                   | 『STATION IDOL LATCH!』関連曲                                         |
| 2023年   |                                                                               | |                                      |                                                                       |
| 12月20日 | 青春☆ワチャゴナドゥ / BYE×BYE GAME                                            | ヤマト（梶田大嗣）、牛若（森嶋秀太）、ジャック（橘龍丸）                                              | 「青春☆ワチャゴナドゥ」              | テレビアニメ『ビックリメン』エンディングテーマ                        |

### その他参加作品
| 発売日        | 商品名 | 歌      | 楽曲       | 備考                                                                             |
| ------------- | ------ | ------- | ---------- | -------------------------------------------------------------------------------- |
| 2014年4月23日 | V-ROAD | BUSHI★7 | 「V-ROAD」 | テレビアニメ『カードファイト!! ヴァンガード レギオンメイト編』オープニングテーマ |

### シリーズ一覧
1. ↑  【2011年版『カードファイト!! ヴァンガード』シリーズ】

第1期（2011年 - 2012年）、第2期『アジアサーキット編』（2012年 - 2013年）、第3期『リンクジョーカー編』（2013年 - 2014年）、第4期『レギオンメイト編』（2014年）

【『カードファイト!! ヴァンガードG』シリーズ】

第1期（2014年 - 2015年）、第2期『ギアースクライシス編』（2015年 - 2016年）、第3期『ストライドゲート編』（2016年）、第4期『NEXT』（2016年 - 2017年）、第5期『Z』（2017年 - 2018年）

【2018年版『カードファイト!! ヴァンガード』シリーズ】

中・高校生編（2018年 - 2019年）、続・高校生編（2019年）、新右衛門編（2019年 - 2020年）、『外伝 イフ-if-』（2020年）
2. ↑  第1期（2012年）、第2期『神様はじめました◎』（2015年）
3. ↑  第1期（2013年）、第2期『2』（2015年）
4. ↑  第3期『ふたりはミルキィホームズ』（2013年）、第4期『探偵歌劇 ミルキィホームズ TD』（2015年）
5. ↑  『サイコの挨拶』（2018年12月31日）
6. ↑  第1期（2013年）、第2期『2』（2015年 - 2016年）
7. ↑  第1期（2014年）、第2期『AVENGING BATTLE』（2014年）
8. ↑  第1期（2014年 - 2015年）、第2期『100』（2015年 - 2016年）、第3期『DDD』（2016年 - 2017年）、第4期『X』（2017年 - 2018年）、第4.5期『X　オールスターファイト』（2018年）
9. ↑  第1期（2016年 - 2017年）、第2期『〜伊勢・金ヶ崎篇〜』（2017年）、第3期『〜姉川・石山篇〜』（2018年）
10. ↑  第3期（2018年）、最終章（2018年）
11. ↑  第1期[40]（2019年 - 2020年）、第2期[41]（2020年）
12. ↑  Season1（2021年）、Season2（2021年）、続編『will+Dress』Season1（2022年）、続編『will+Dress』Season2（2023年）、続編『will+Dress』Season3（2023年）、続編『Divinez』Season1（2024年）、続編『Divinez』Season2（2024年）、続編『Divinez』デラックス編（2025年）
13. ↑  『Exe:Late[st]』（2017年） - 家庭用版、『Exe:Late[cl-r]』（2020年）

### ユニットメンバー
1. 1 2  春宮亜蘭（畠中祐）、夏月雫（中澤まさとも）、寿秋誉（武内駿輔）、冬弥要（森嶋秀太）
2. ↑  レオミュール（天野七瑠）、アルフレッド（森嶋秀太）、カイト（岩永賢之丞）、キリアン（五十嵐巧巳）
3. ↑  ソウ（城田純）、モーリス（蒼井翔太）、フィン（森嶋秀太）
4. ↑  DAIGO、サイキックラバー、Suara、三森すずこ、橘田いずみ、森嶋秀太